# César Vieira
Júlio César Vieira Lima, noto semplicemente come César Vieira (Senador Pompeu, 4 febbraio 1931 – Fortaleza, 21 giugno 2021), è stato un allenatore di calcio a 5 brasiliano.

## Carriera

### Club
Ha rappresentato negli anni settanta ed ottanta l'eccellenza tra gli allenatori sudamericani, facendo suoi ben 14 campionati statuali in Brasile, due volte campione per selezioni con il Cearà nel 1971 ed il Santa Catarina nel 1987, e tre Taça Brasil de Futsal guidando il Sumov.

### Nazionale
Vieira è stato commissario tecnico del Brasile dal 24 ottobre 1980 al 30 ottobre 1988. Negli otto anni di guida tecnica ha ottenuto 125 vittorie, 6 pareggi ed 8 sconfitte. Nonostante il ruolino di marcia della selezione brasiliana sotto la sua guida, la sconfitta contro il Paraguay nella finale del mondiale 1988 gli costò l'esonero.

## Palmarès
- 2 Titoli mondiali (1982, 1985)
- 2 Campionati panamericani (1980, 1984)
- 2 Campionati sudamericani (1983, 1986)